# Man var bland molnen
Man var bland molnen är artisten Anna Järvinens andra fullängdsalbum. Albumet släpptes i Sverige den 23 mars 2009 på skivbolaget Häpna och är producerad och inspelad av Gustav Ejstes. 

Medverkande musiker är bland annat Reine Fiske, Fredik Swahn, Johan Holmegard, Leo Svensson, Mattias Bergqvist och Anders Nygårds. Första singeln som släpptes från albumet var "Äppelöga", skriven av svenska popbandet Ingentings sångare Christopher Sander. 

Texten till låten "Ruth" är inspirerad av Margareta Strömstedts bok "Natten innan de hängde Ruth Ellis" . 

## Låtlista
1. "Låt det dö" – 3:54
2. "Äppelöga" – 3:25
3. "Sosial kompetens" – 3:25
4. "Boulevarden" – 5:38
5. "Här är du ett hån" – 3:59
6. "Är det det här det hela handlar om" – 4:44
7. "Ruth" – 4:37
8. "Tänker inte säga mer" – 3:46
9. "Såhär" – 4:25
10. "Nattmusik" – 4:39

## Medverkande
- Anna Järvinen – sång
- Gustav Ejstes – piano, fiol, flöjt
- Reine Fiske – gitarr, bas
- Fredrik Swahn – bas, gitarr
- Johan Holmegard – trummor
- Mattias Bergqvist – trummor, ("Låt Det Dö" & "Äppelöga")

## Recensioner
- ”Uppföljaren är, tro det eller ej, ännu bättre”. Svenska Dagbladet. http://www.svd.se/kulturnoje/musik/anna-jarvinen-man-var-bland-molnen_2643005.svd.
- ”En skiva som är varierad, vacker, rik och enhetlig”. Nöjesguiden. http://nojesguiden.se/recensioner/musik/anna-jaervinen-man-var-bland-molnen/.
- ”De fjäderlätta melodierna springer barfota ner till sjön och nattbadar”. Aftonbladet. http://wwwc.aftonbladet.se/puls/cd/recension/0,1338,2000057399,00.html.
- ”Anna Järvinen kliver här fram som en av Sveriges mest originella och begåvade artister”. DI Weekend. http://www.gradvall.se/artiklar.asp?entry_id=482.